# Louvergny
Louvergny era una comuna francesa situada en el departamento de Ardenas, de la región de Gran Este, que el 1 de enero de 2016 pasó a ser una comuna delegada de la comuna nueva de Bairon-et-ses-Environs al fusionarse con las comunas de Le Chesne y Les Alleux.

## Demografía
| Gráfica de evolución demográfica de Louvergny entre 1800 y 2013 |
|                                                                 |

Los datos demográficos contemplados en este gráfico de la comuna de Louvergny se han cogido de 1800 a 1999 de la página francesa EHESS/Cassini, y los demás datos de la página del INSEE.